# Theobald Dillon
Theobald Dillon (* 1745 in Dublin; † 29. April 1792 in Lille), auch Théobald de Dillon genannt, war Graf von Dillon und ein französischer Heerführer während der Koalitionskriege. Nach einem misslungenen Versuch, die belgische Stadt Tournai einzunehmen, wurde er von seinen eigenen Soldaten ermordet.

## Familie
Theobald war der Sohn Thomas Dillons und seiner Frau Marie Hussey of Donore und damit Mitglied einer alten irischen Adelsfamilie, die seit 1711 den französischen Adelstitel der Grafen von Dillon trug. Seine Eltern zogen noch im Jahr seiner Geburt von Dublin nach Orléans. Arthur Richard Dillon, Erzbischof von Toulouse, war sein Onkel, während der französische General Arthur Dillon sein Bruder war.
Mit seiner Geliebten Joséphine Vierville lebte er neun Jahre bis zu seinem Tod zusammen. In seinem Testament vom 28. April 1792 behauptet Theobald, er habe Joséphine heiraten wollen, was nur aufgrund von Zeitmangel nicht verwirklicht worden wäre. Das Paar hatte vier gemeinsame Kinder, unter anderem den Sohn Auguste, der wie sein Vater eine militärische Laufbahn einschlug und Offizier in der Irischen Legion wurde.

## Leben
Ab 1762 gehörte er als Kadett dem Régiment de Dillon an, das sein Urgroßvater aufgestellt hatte und deshalb nach seiner Familie benannt war. 1778 wurde er zum Capitaine der Dillon-Infanterie befördert. In diesem Rang nahm er am Amerikanischen Unabhängigkeitskrieg teil, ehe er nach seiner Rückkehr nach Frankreich am 13. April 1780 zum Colonel dieses Regiments ernannt wurde. Im gleichen Jahr wurde er zum Brigadier des armées du roi befördert. Am 13. Juni 1783 folgte die Beförderung zum Maréchal de camp.
Während der Französischen Revolution wurde sein Regiment – wie alle ausländischen Militäreinheiten – in die französische Armee eingegliedert und am 1. Januar 1791 in „87e regiment d’infanterie“ umbenannt. Dillon bekleidete danach offiziell den Rang eines kommandieren Generals einer Kavallerie-Einheit. 1792 wurde seine Einheit der Nordarmee an der flandrischen Grenze unter der Führung Rochambeaus zugeteilt.
Nachdem Frankreich Österreich den Krieg erklärt hatte, erteilte Charles-François Dumouriez ihm Ende April 1792 den Befehl, mit seinen Soldaten Tournai einzunehmen, dabei aber Kampfhandlungen und direkte Konfrontationen mit dem Feind zu vermeiden. Auf halbem Weg dorthin sah sich Theobald Dillon am 29. April zwischen Lamain und Marquain einer Übermacht österreichischer Streitkräfte gegenüber, so dass er gemäß seiner Order den Rückzug seiner Truppen befahl, um es nicht zu einem offenen Kampf kommen zu lassen. Getragen von einer unterschwelligen Haltung von Unbeherrschtheit und Insubordination innerhalb der Truppe und weil die Österreicher sie unter Artilleriebeschuss nahmen, glaubten Dillons Männer, ihr Anführer habe sie verraten. Gemeinsam mit weiteren Führungsoffizieren wurde er von seinen eigenen Soldaten ermordet und sein Leichnam anschließend in Lille auf dem Marktplatz öffentlich verbrannt.
Theobalds Bruder Arthur brachte den für seine Zeit einmaligen Fall vor den Nationalkonvent, der die Mörder zum Tode verurteilte.